# الخرفان والذئاب
الخرفان والذئاب (الروسية: Волки и овцы: бееезумное превращение) هو فيلم رسوم متحركة كوميدي روسي لعام 2016 من إخراج أندريه جالات وماكسيم فولكوف.

## القصة
في أراضي بعيدة، وفي قرية صغيرة واقعة وسط المروج الخضراء، تعيش مجموعة من الحملان التي تعيش خالية البال، لكن أسلوب حياتهم المريح هذا بسبب حلول مجموعة من الذئاب وتخييمها بالقرب منهم، ويحاول جراي الذئب أن يستحوذ على قيادة قطيع الذئاب ويحاول اثبات جدارته، فيحصل على مشروب سحري من أحد السحرة في الغابة، ليتحول على أثره إلى كبش.

## روابط إضافيّة
- الخرفان والذئاب على موقع IMDb (الإنجليزية)
- الخرفان والذئاب على موقع ميتاكريتيك (الإنجليزية)
- الخرفان والذئاب على موقع روتن توميتوز (الإنجليزية)
- الخرفان والذئاب على موقع قاعدة بيانات الأفلام العربية
- الخرفان والذئاب على موقع ألو سيني (الفرنسية)
- الخرفان والذئاب على موقع أول موفي (الإنجليزية)
- الخرفان والذئاب على موقع بوكس أوفيس موجو (الإنجليزية)
- الخرفان والذئاب على موقع قاعدة بيانات الفيلم (الإنجليزية)
- الخرفان والذئاب على موقع ليتربوكسد (الإنجليزية)
- الخرفان والذئاب على موقع كينوبويسك (الروسية)